# Toyota (ciutat)

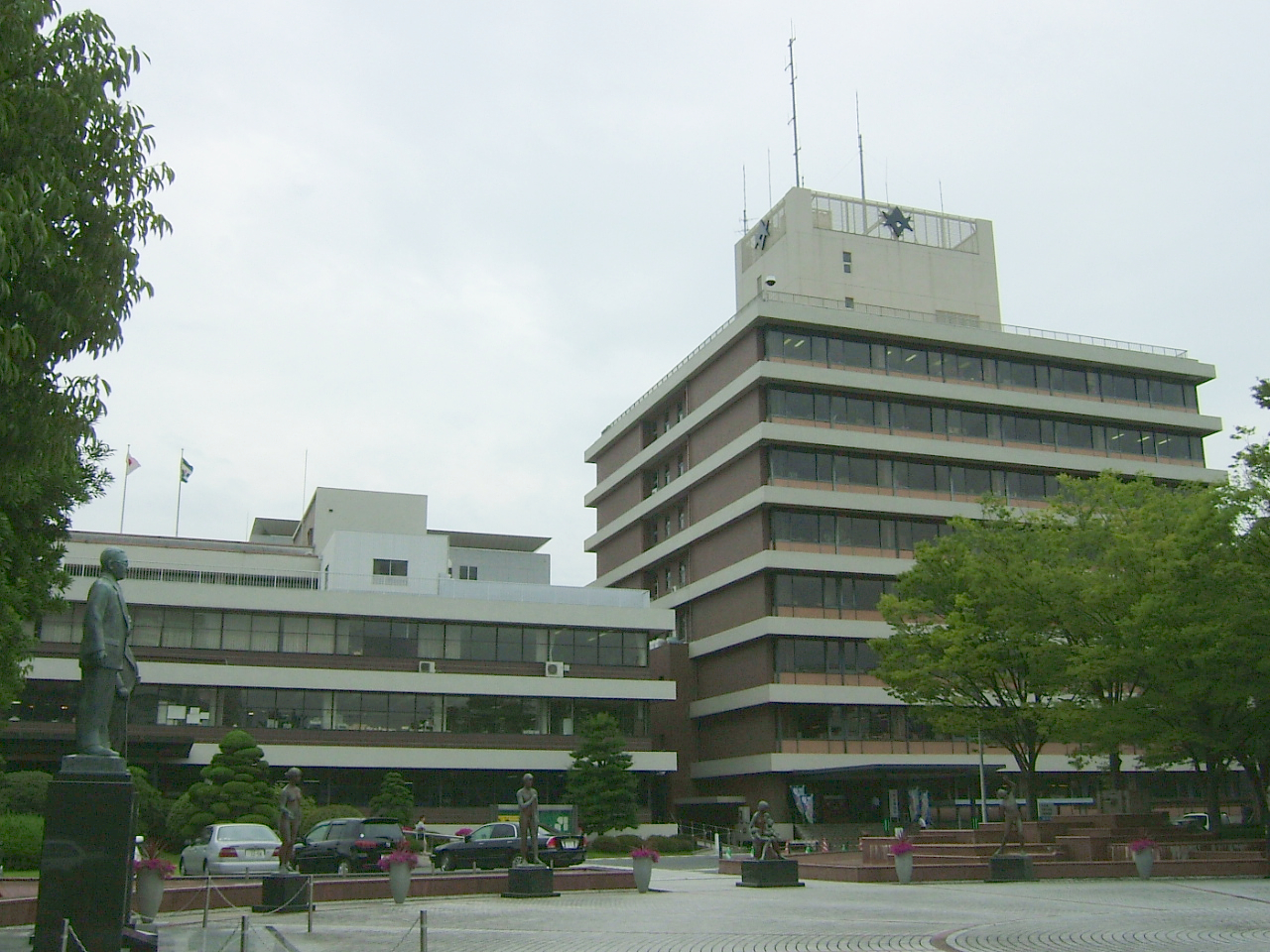
Ajuntament de Toyota.

Toyota (豊田市, Toyota-shi) és una ciutat japonesa situada a la prefectura d'Aichi, a l'est de Nagoya. La ciutat té una població de 411.137 habitants (1 d'octubre de 2005).

## Koromo i Toyota
Koromo (en japonès: 挙 母 町), el predecessor al dia d'avui de Toyota, va ser el major productor de seda, i va prosperar a la regió de Mikawa de l'Era Meiji a través del període Taishō. Com que la demanda de seda va baixar al país, el poble va entrar en un període de declivi gradual. Aquest descens va atrevir a Kiichiro Toyoda, cosí d'Eiji Toyoda, a mirar alternatives de fabricació al negoci de teler automàtic de la família. Això va ser el començament de la fundació del que avui és conegut com a Toyota Motor Corporation.
El poble va guanyar el nom de ciutat l'1 de març de 2005. Va canviar el seu nom a Toyota el 1959 i es va convertir en ciutat germana d'una altra seu industrial automobilística, Detroit, un any més tard. Toyota també és bessona de la ciutat de Derby d'Anglaterra.
El 25 de març de 2005 l'Expo 2005 va obrir amb el seu principal lloc sent Nagakute amb activitats addicionals a Tanca i Toyota. L'exposició va continuar fins al 25 de setembre del mateix any.

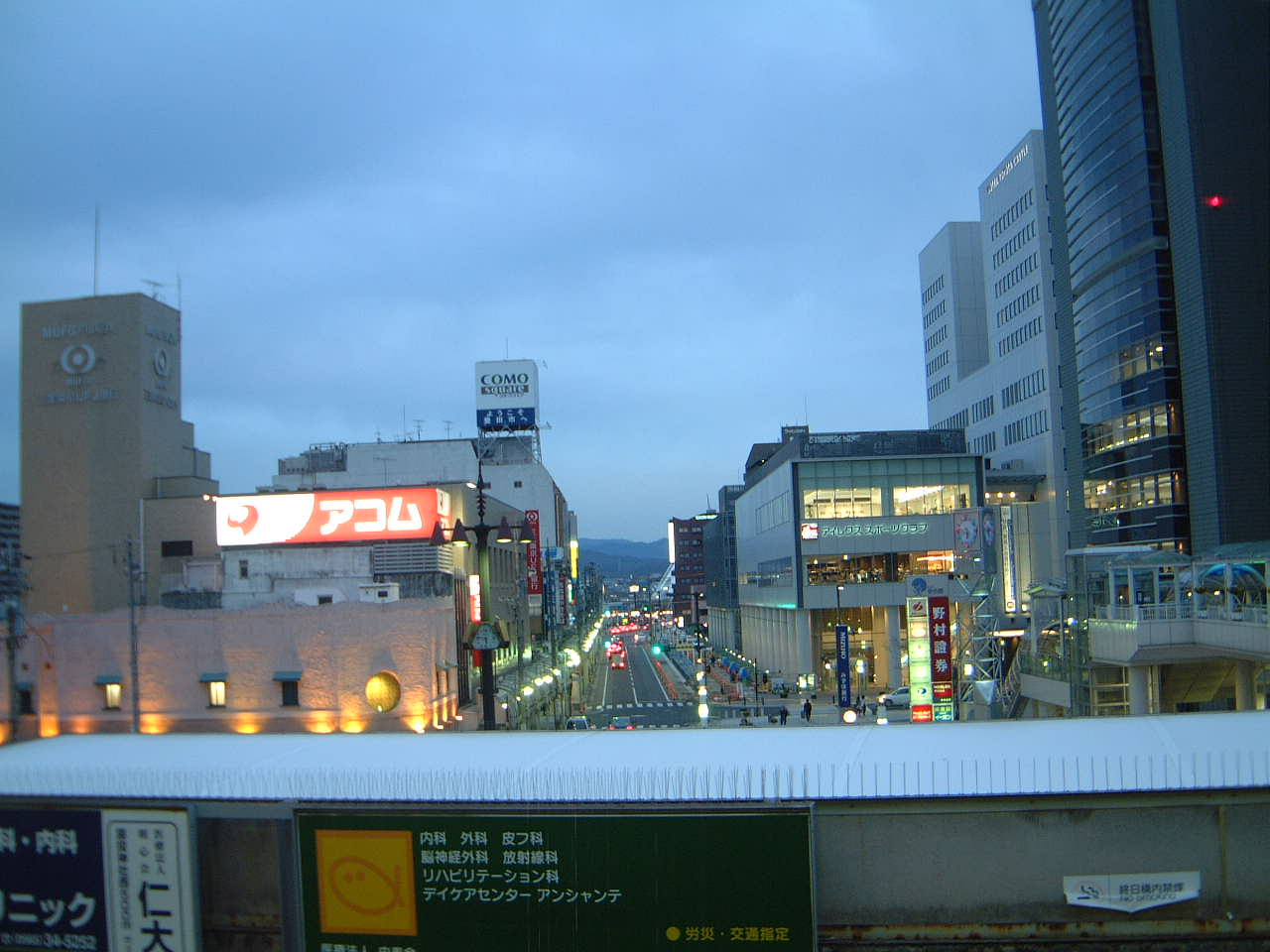
Centre de la Ciutat de Toyota.

## Ciutats agermanades
- Detroit, Estats Units
- Derby, Anglaterra